# إنترمتريكس (شركة)
شركة إنترمتريكس (بالإنجليزية: Intermetrics, Inc.)‏، كانت شركة برمجيّات أوجِدت في كامبريدج، ماساتشوستس في 1969 من قِبَل العديد من خُبراء المختبر الآلي لمعهد ماساتشوستس للتكنولوجيا الّذي عمل على برمجيَّة لبرنامج أبولو الخاص بناسا، مُتضمَّنةً حاسوب قيادة أبولو(Apollo Guidance Computer).
اختصّت الشركة بتقنيّات المُجمّعات. وكانت مسؤولة عن تصميم وَتنفيذ لغة التجميع عالية الرتبة المُستخدمة لكتابة نظام برمجيَّة إلكترونيّات الطّيران الأوّليّة لمكّوك الفضاء. وشاركت في تصميم لغة أيدا، وصمَّمت لغة رِد(Red)؛ وهي واحدة من المشتركين في الدّور النّهائي لمسابقة التصميم، وَكتبت أوّل مجمّعات أيدا. وَقد صُمِّمَت أيدا 95 في إنترمتريكس.
اندمجت إنترمتريكس مع وايتسميثز المحدودة في ديسمبر 1988. وفي 1997، اندمجت مع استوديوهات زجاج النظر لتطوير ألعاب الحاسوب. في 1998، استحوذت إنترمتريكس على شركة بيسر إنفوتك، وَغيّرت اسمها إلى «أفيرستار»(AverStar). ثمّ اندمجت أفيرستار مع شركة تيتان في مارس 2000؛ وَاستحوذت عليها إل-3 للاتصالات في 2005.

## روابط خارجيّة
- تاريخ إنترمتريكس، بعض المُلاحظات الموضوعيّة في السبعينيَّات وَالثمانينيّات من القرن العشرين.
- مؤتمر إنترمتريكس الرابع، جزء من مشروع تاريخ حاسوب قيادة أبولو.